# Daniele Molmenti
Daniele Molmenti (né le 1er août 1984 à Pordenone) est un kayakiste italien pratiquant le slalom.

## Palmarès

### Jeux olympiques
- 10e en K1 en 2008 à Pékin.
- Médaille d'or en K1à Londres

### Championnats du monde de canoë-kayak slalom
- Médaille d'argent en relais 3xK1 en 2005  à Sydney,  Australie
- Médaille d'argent en relais 3xK1 en 2006 à Prague,  République tchèque
- Médaille d'or 2010 à Tacen,  Slovénie
- Médaille de bronze en relais 3xK1 en 2010 à Tacen,  Slovénie
- Médaille d'or en relais 3xK1 en 2013 à Prague,  Tchéquie

### Championnats d'Europe de canoë-kayak slalom
- Médaille de bronze en K1 en 2004 à Skopje  Macédoine
- Médaille de bronze en relais 3xK1 en 2005 à Tacen  Slovénie
- Médaille d'argent en K1 en 2008 à Cracovie,  Pologne
- Médaille d'argent en relais 3xK1 en 2008 à Cracovie,  Pologne
- Médaille d'or en relais K1 en 2009 à Nottingham,  Royaume-Uni